# Lucius Littauer

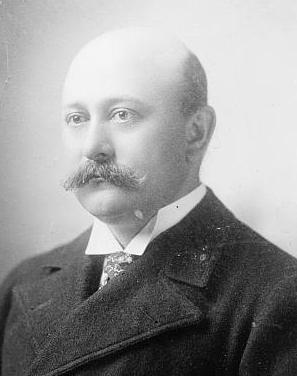
Lucius Littauer

Lucius Nathan Littauer (* 20. Januar 1859 in Gloversville, New York; † 2. März 1944 bei New Rochelle, New York) war ein US-amerikanischer Politiker. Zwischen 1897 und 1907 vertrat er den Bundesstaat New York im US-Repräsentantenhaus.

## Werdegang
Lucius Nathan Littauer wurde ungefähr zwei Jahre vor dem Ausbruch des Bürgerkrieges im Fulton County geboren. Die Familie zog 1865 nach New York City. Er besuchte dort das Charlier Institute. 1878 graduierte er an der Harvard University. Dann ging er in Gloversville der Herstellung von Handschuhen nach. Er war leitender Angestellter und Direktor von vielen Handels- und Finanzinstituten. Politisch gehörte er der Republikanischen Partei an.
Bei den Kongresswahlen des Jahres 1896 für den 55. Kongress wurde Littauer im 22. Wahlbezirk von New York in das US-Repräsentantenhaus in Washington, D.C. gewählt, wo er am 4. März 1897 die Nachfolge von Newton Martin Curtis antrat. Er wurde zwei Mal in Folge wiedergewählt. 1902 kandidierte er im 25. Wahlbezirk von New York für den 58. Kongress. Nach einer erfolgreichen Wahl trat er am 4. März 1903 die Nachfolge von James S. Sherman an. Er wurde einmal wiedergewählt. Da er auf eine erneute Kandidatur 1906 verzichtete, schied er nach dem 3. März 1907 aus dem Kongress aus. Er nahm als Delegierter zwischen 1897 und 1912 an allen Republican State Conventions teil.
Nach seiner Kongresszeit ging er wieder der Herstellung von Handschuhen nach. Er nahm als Delegierter 1900, 1904, 1908 und 1928 an den Republican National Conventions in Philadelphia, Chicago und Kansas City teil. Zwischen 1912 und 1914 war er Regent an der University of the State of New York. Littauer ging 1927 in den Ruhestand und widmete sich der Bildung, medizinischer Forschung und karitativer Arbeit. Er verstarb während des Zweiten Weltkrieges in seinem Landhaus bei New Rochelle und wurde dann auf dem Jewish Cemetery in New Rochelle beigesetzt.

## Hinweise
1. ↑  Mitglied des Verwaltungsrates einer Universität